# سکوت لورنا
سکوت لورنا (به فرانسوی: Le Silence de Lorna) فیلمی از برادران داردن از بلژیک است. این محصول سال ۲۰۰۸ است و برای نخستین بار در شصت و یکمین جشنواره فیلم کن به نمایش در آمد. این فیلم به یکی از مهم‌ترین مشکلات اروپای امروز، یعنی بردگی مدرن، مهاجرت غیرقانونی و مافیای قاچاق انسان می‌پردازد.